# Sulniac
Sulniac település Franciaországban, Morbihan megyében. Lakosainak száma 3847 fő (2022. január 1.). Sulniac Elven, La Vraie-Croix, Questembert, Berric, Lauzach, Treffléan és Theix-Noyalo községekkel határos.

## Népesség
A település népessége az elmúlt években az alábbi módon változott:
| Lakosok száma | 1144 | 1640 | 2019 | 2898 | 3382 | 3541 | 3674 | 3756 | 3797 | 3847 |
|               | 1968 | 1982 | 1990 | 2006 | 2013 | 2015 | 2017 | 2019 | 2020 | 2022 |